# Cerkiew Narodzenia św. Jana Chrzciciela w Gładyszowie
Cerkiew pod wezwaniem Narodzenia św. Jana Chrzciciela – prawosławna cerkiew parafialna w Gładyszowie. Należy do dekanatu Gorlice diecezji przemysko-gorlickiej Polskiego Autokefalicznego Kościoła Prawosławnego. Położona na małopolskim Szlaku Architektury Drewnianej.
Dawna świątynia greckokatolicka, wzniesiona w 1857, rozbudowana w 1914. Budowla drewniana, o konstrukcji zrębowej, orientowana, zamknięta trójbocznie, jednonawowa, salowa (bez wyodrębnionego prezbiterium), z kruchtą. Dach jednokalenicowy, blaszany, z umiejscowioną centralnie czworoboczną wieżyczką zwieńczoną kopulastym hełmem. Wewnątrz ikonostas z początku XX w. Ściany i sufit ozdobione polichromią. Obok cerkwi drewniana dzwonnica wzniesiona na planie kwadratu, z dachem namiotowym.

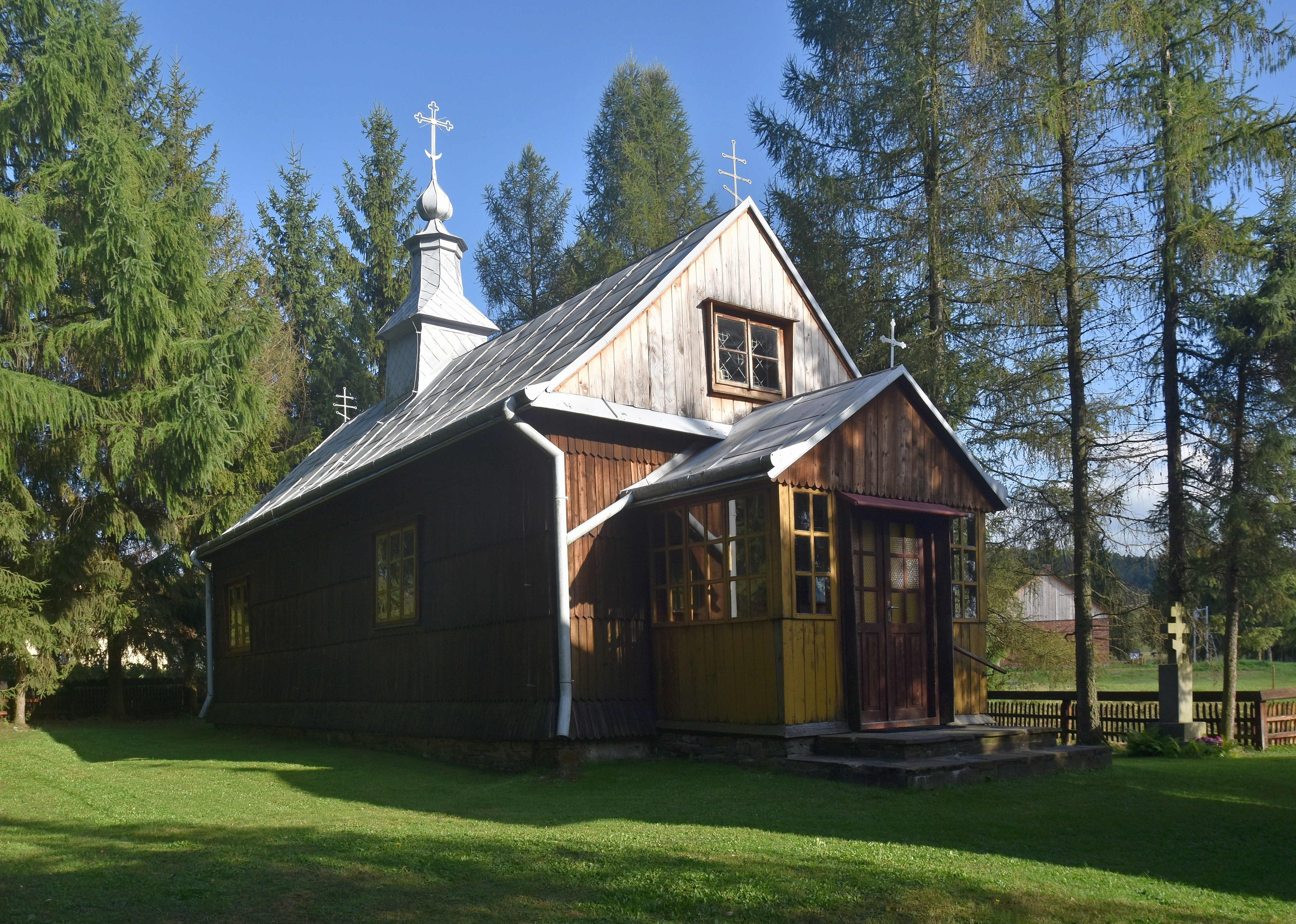
Elewacja zachodnia
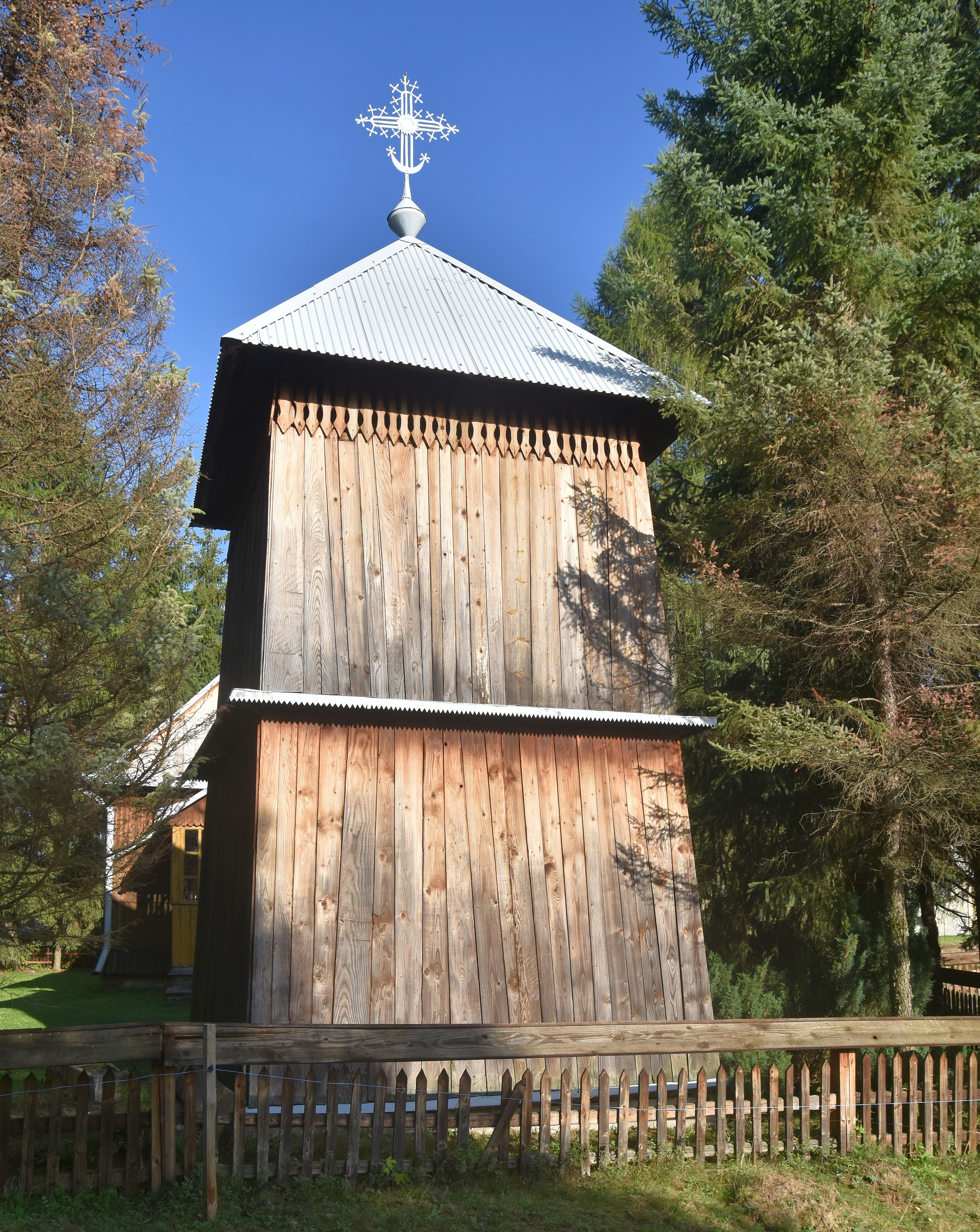
Dzwonnica
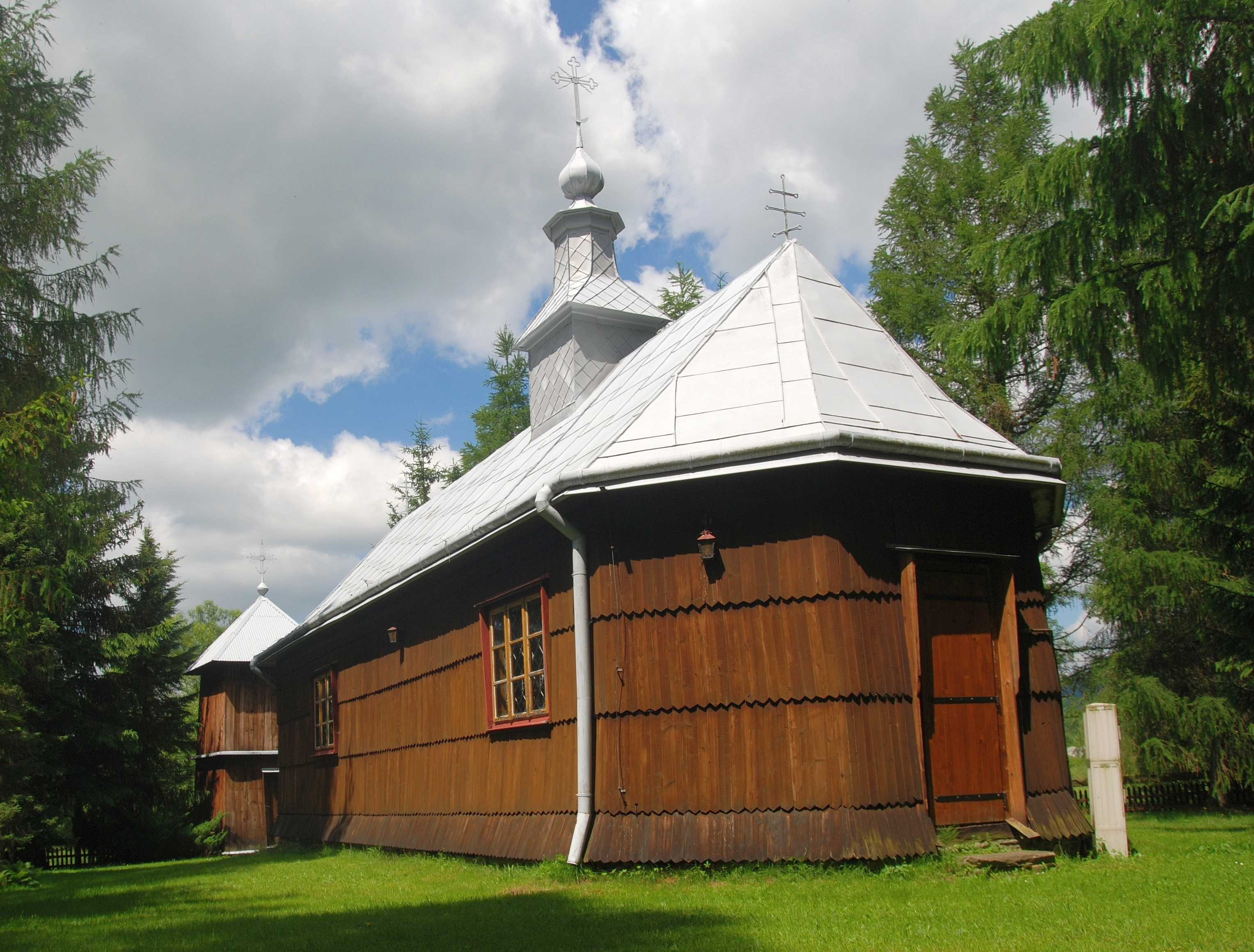
Widok oo strony prezbiterium

Cerkiew służyła grekokatolikom do czasu wysiedlenia ludności łemkowskiej w 1947. Następnie w obiekcie urządzono stajnię. W 1967 świątynię przekazano Kościołowi prawosławnemu. W latach 1978–1982 dokonano kapitalnego remontu cerkwi.
Cerkiew została wpisana do rejestru zabytków 4 maja 2015 pod nr A-1433/M.
Uroczystość patronalna przypada 7 lipca (według starego stylu 24 czerwca).